# 1794.
◄ | 17. stoljeće | 18. stoljeće | 19. stoljeće | ►
◄ | 1760-ih | 1770-ih | 1780-ih | 1790-ih | 1800-ih | 1810-ih | 1820-ih | ►
◄◄ | ◄ | 1791. | 1792. | 1793. | 1794. | 1795. | 1796. | 1797. | ► | ►►
Arhitektura • Astronomija • Biologija • Glazba • Kazalište • Kemija • Kiparstvo • Knjige • Književnost • Kršćanstvo • Medicina • Politika • Pravo • Promet • Slikarstvo • Šport • Znanost

## Događaji
- 15. veljače – Prvi je put službeno proglašena Francuska zastava (trobojnica) u revolucionarnoj Francuskoj
- 17. srpnja – U mračnoj francuskoj revoluciji podivljali revolucionari pogubili u Parizu giljotinom šesnaest karmelićanki iz Compiègnea.[1][2][3]
- Otvorena park-šuma Maksimir u Zagrebu, prva u jugoistočnoj Europi

## Rođenja
- 10. ožujka – Matthew Calbraith Perry, američki časnik († 1858.)

## Smrti
- 8. svibnja – Antoine Laurent de Lavoisier, francuski kemičar (* 1743.)
- 28. srpnja – Maximilien Robespierre, francuski revolucionar (* 1758.)

## Vanjske poveznice
|  | Zajednički poslužitelj ima još gradiva o temi 1794. |